# 1345 en santé et médecine
| Années de la santé et de la médecine : 1342 - 1343 - 1344 - 1345 - 1346 - 1347 - 1348    |
| Décennies de la santé et de la médecine : 1310 - 1320 - 1330 - 1340 - 1350 - 1360 - 1370 |

Cet article présente les faits marquants de l'année 1345 en santé et médecine.

## Événements
- À Lille, en Flandre, Gilles de Grimaretz, dit Lotart Canart, et sa femme, Marie de Pont Rohart, fondent un asile consacré à Notre-Dame et le confient à des dominicains pour y loger et nourrir treize pauvres passants que Marie fera remplacer, en 1376, par des malades et des femmes en couches[1].
- À Anvers, dans le comté de Flandre, l'association laïque des alexiens, ou frères « cellites », voués à l'origine au soin d'enterrer les morts (cella veut dire « tombeau » en latin), est érigée en ordre religieux[2].
- À Carpentras, capitale du Comtat Venaissin, un hôtel-Dieu est édifié intra muros, près de la porte Notre-Dame[3].
- Le titre de « Premier barbier » du roi – Philippe VI de Valois en l'occurrence – est mentionné pour la première fois[4].
- 1345-1356 : fl. Gratien, médecin de la marquise de Montferrat, soigne Jean, frère du comte de Savoie Amédée VI, puis la comtesse  Bonne[5].

## Publications

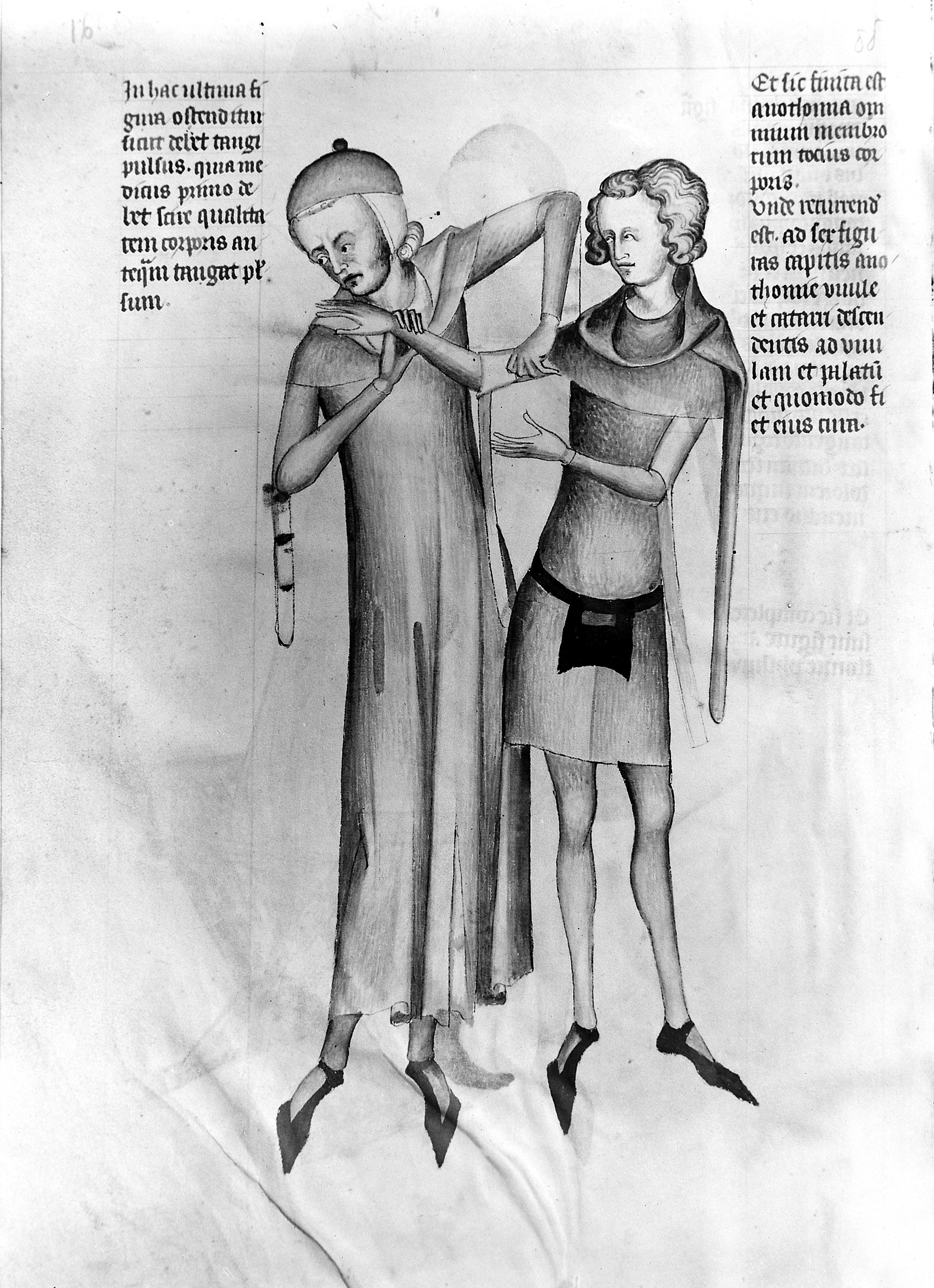
Anatomie
Guy de Vigevano

- Guy de Vigevano dédie son Anatomie au roi Philippe VI[6].
- Le médecin chinois Wei Yilin (ca 1277-1347) rédige le Shi yi de xiao fang (« Formules efficaces et éprouvées par les médecins depuis des générations »), recueil de prescriptions concernant « les maladies infantiles, la médecine interne, l'ophtalmologie, les maladies ORL, la stomatologie, les blessures de guerre, les ulcères et les furoncles[7] ».

## Naissance
- 1345-1346 : Ugolino da Montecatini (mort en 1425), médecin italien, professeur à Florence, praticien à Pesaro, Lucques et Pérouse, auteur du Tractatus de balneis (1419-1420), important traité d'hydrothérapie thermale[8].

## Décès
- 1344-1345[9] (?)  : al-Jaghmini (en) (né à une date inconnue), médecin persan, auteur du Petit Canon de la médecine (Qānūncha), épitomé du Canon d'Avicenne.